# Jacques-Antoine Bernard
Pour les articles homonymes, voir Jacques Bernard et Bernard.
Jacques Alexandre Antoine Bernard, dit Jacques-Antoine Bernard, né le 11 avril 1880 à Paris et mort le 26 octobre 1952 dans la même ville, est un cryptarque français, connu comme ancien directeur des éditions du Mercure de France sous le nom de Jacques Bernard, et comme cinquième prétendant au trône d'Araucanie et de Patagonie sous le nom d'Antoine III, succédant à sa mère Laure-Thérèse Cros (Laure-Thérèse Ire).

## Biographie

### Famille

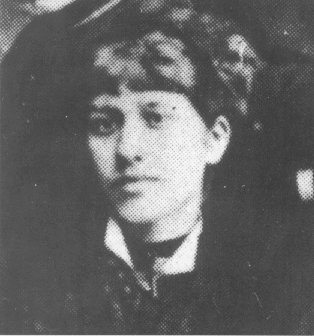
Laure-Thérèse Cros (1856-1916), sa mère.

Jacques Alexandre Antoine Bernard est né le 11 avril 1880 au 4 avenue de Clichy dans le 18e arrondissement de Paris. Il est le fils de l'homme de lettres Louis Marie Bernard (1853-1907), issu d'une famille de banquiers, et de Laure-Thérèse Cros (1856-1916), quatrième prétendante au trône d'Araucanie et de Patagonie sous le nom de Laure-Thérèse Ire, elle-même fille d'Antoine-Hippolyte Cros (1833-1903) (troisième prétendant au trône d'Araucanie et de Patagonie sous le nom d'Antoine II), nièce du poète et inventeur Charles Cros (1842-1888) et du peintre et verrier Henry Cros (1840-1907), et cousine germaine du poète Guy-Charles Cros (1879-1956).
Il a deux frères : Étienne Bernard (1878-1936) et André Edmond Gabriel Bernard (1883-1942).

### Vie privée
Marié trois fois, Jacques-Antoine Bernard a trois enfants, un par union :
- le 22 mai 1907 à Paris 15e, il épouse Andrée Émilie Coquelin[1] (née le 19 mai 1886), dont il a un fils : Jacques Bernard (1907-1972) ;
- le 29 octobre 1915 à Paris 11e, il épouse en secondes noces Suzanne Anne Eugénie Légat[1] (née le 2 février 1890 à Paris (14e) et décédée le 27 août 1969 à Villejuif), dont il divorce le 15 juin 1921, et dont il a un fils : Michel Bernard (1916) ;
- le 17 février 1931 à Paris 6e, il épouse en troisièmes noces Ingrid Møller[1] (née le 29 novembre 1897 à Copenhague), dont il divorce le 15 février 1946[1], et dont il a une fille : Marie-Laure Bernard.

### Directeur du Mercure de France et indignité nationale
Entré en 1906 aux éditions du Mercure de France, il en devient administrateur en 1935, à la mort d'Alfred Valette (1858-1935).
Devenu directeur le 1er mars 1938, il tente d'évincer son prédécesseur Georges Duhamel (1884-1966), alors principal actionnaire.
Pour relancer la parution de la revue, il se tourne tout d'abord sans succès vers la collaboration, publie des auteurs antisémites comme Jean Jacoby, Léon de Poncins ou Christian de Carbon et rouvre la maison d'édition en août 1941. Devant les menaces, dès 1943, des journaux clandestins de la Résistance de faire lancer des enquêtes pour « établir les responsabilités de chacun et […] aider à l'action de la justice », il est écarté en septembre 1944. Il est jugé le 16 juillet 1945 pour intelligence avec l'ennemi, et condamné à cinq ans de prison, à la confiscation de ses biens et à l'indignité nationale.

### Prétendant au trône d'Araucanie et de Patagonie
En 1903, sa mère Laure-Thérèse Cros est désignée reine d'Araucanie et de Patagonie, succédant à son père Antoine-Hippolyte Cros. En 1916, au décès de celle-ci, Jacques-Antoine Bernard succède à son tour à sa mère, sous le nom d'Antoine III (en espagnol : Antonio III).
Jacques-Antoine Bernard, qui ne se veut ni roi ni prince, ne se consacre bien entendu pas à ses hypothétiques fonctions de monarque d'Araucanie et de Patagonie ; il  travaille dès 1906 au Mercure de France et, comme sous sa mère Laure-Thérèse Cros, une sorte de régence est exercée par le Conseil des ordres royaux du Royaume d'Araucanie et de Patagonie.
Les prétendants au trône d'Araucanie et de Patagonie sont qualifiés de monarques et souverains de fantaisie,,
,, « n'ayant que des prétentions fantaisistes sur un royaume sans existence légale et ne jouissant d'aucune reconnaissance internationale. ».

### Décès
Jacques-Antoine Bernard meurt le 26 octobre 1952 dans sa résidence parisienne du 14e arrondissement, âgé de 72 ans.
Après la mort de Jacques-Antoine Bernard, le journaliste Philippe Boiry (1927-2014) se proclame nouveau prétendant au trône du Royaume d'Araucanie et de Patagonie, sous le nom de Philippe Ier, en invoquant une renonciation en sa faveur faite le 12 mai 1951 par Jacques-Antoine Bernard. Selon l'écrivain Jean Raspail, cette abdication de la part de Jacques-Antoine Bernard n'est pas reconnue par les descendants d'Antoine-Hippolyte Cros.